# ラヴ・レターズ (1945年の曲)
「ラヴ・レターズ」（Love Letters）は、1945年に発表されたポピュラーソング。同年公開の映画『ラヴ・レター』の主題歌として書かれた。作曲はヴィクター・ヤング、作詞はエドワード・ヘイマン。

## 収録を行った主なアーティスト
- ナット・キング・コール[3]
- ケイティ・レスター（英語版）
- エルヴィス・プレスリー[4]
- ジュリー・ロンドン[5]
- ボズ・スキャッグス
- パティ・ペイジ
- トニー・ベネット
- ナタリー・コール
- ローズマリー・クルーニー
- アンディ・ウィリアムス
- ダイアナ・クラール
- ディック・ヘイムズ
- キース・ジャレット
- ナット・アダレイ
- ソニー・ロリンズ
- アリソン・モイエ（英語版）